# Läpiänjärvi
Läpiänjärvi är en sjö i Finland. Den ligger i kommunen Heinola i landskapet Päijänne-Tavastland, i den södra delen av landet, 120 km nordost om huvudstaden Helsingfors. Läpiänjärvi ligger 119 meter över havet. Arean är 30,7 hektar och strandlinjen är 3,78 kilometer lång. Sjön  ingår i Kymmene älvs huvudavrinningsområde.   I omgivningarna runt Läpiänjärvi växer i huvudsak blandskog.